# یواس‌اس تالاهوما
یواس‌اس تالاهوما (به انگلیسی: USS Tallahoma) یک کشتی بود. این کشتی در سال ۱۸۶۳ ساخته شد.